# 火焰崇拜
火焰崇拜，是人類历史上不同時期對火的崇拜。火被視為神聖，清除不潔、善與智慧的象徵。

## 上古希臘人的拜火
南亞伊朗地區的祆教來自於上古希臘人的火焰崇拜，火被视為清浄、正義、真理。
在古印度，火是人神之间的中介，供物要通過火通予神，之後密宗護摩儀式也與此有關。

## 猶太人的宗教
在聖經舊約中，也有猶太人每日兩次實行燔祭的記錄。

## 近代
火仍然是許多人的宗教和文化的一部分。例如，它是用來在火葬和篝火;蠟燭在各種宗教儀式中使用的; 永恆的火焰用來提醒值得注意的場合，如奧林匹克聖火。

## 薩满教與巫覡宗教
在薩满教與巫觋宗教中，火被视為清除邪恶與厄運的道具。